# Jacques Vieille
Jacques Vieille (1948, Baden-Baden, Duitsland) is een Frans hedendaags beeldend kunstenaar, die werken heeft gemaakt die gerekend worden tot installatiekunst en landschapskunst.

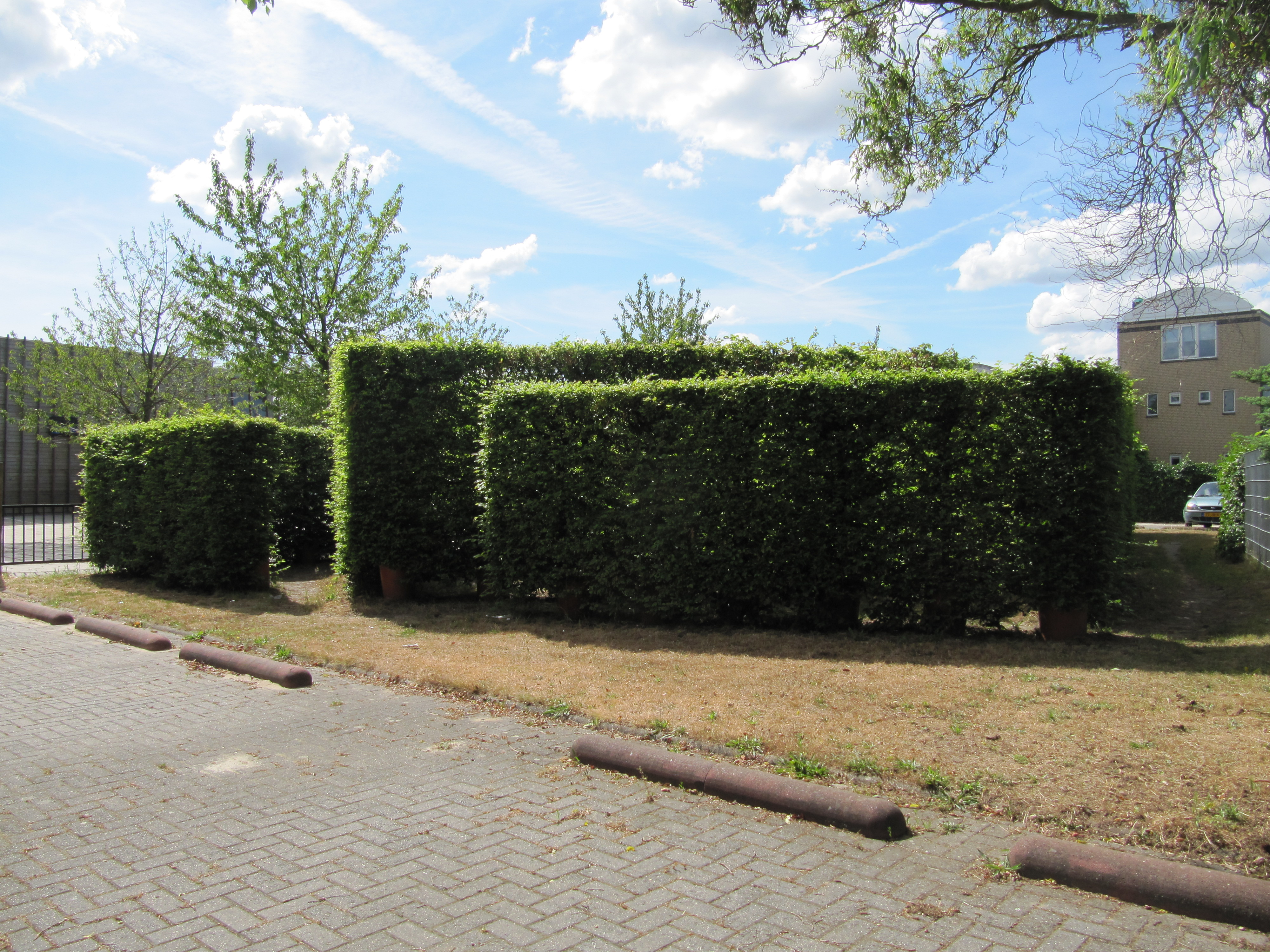
Het Labyrinth in Amersfoort

In Nederland bevinden zich twee projecten van hem:
- Het Labyrinth, onderdeel van de Verborgen Zone, Kattenbroek, Amersfoort (1994)
- Les Grandes Formes, Gooise knoop, Amsterdam-Oost (1995).